# Municipio de Waterloo (Iowa)
El municipio de Waterloo (en inglés: Waterloo Township) es uno de los dieciocho municipios ubicados en el condado de Allamakee en el estado estadounidense de Iowa. En el año 2000 el municipio tenía una población de 322 habitantes y una densidad poblacional de 4,1 personas por km². En su territorio se encuentra un área no incorporada, Dorchester.

## Geografía
El municipio de Waterloo se encuentra ubicado en las coordenadas 43°28′05″N 91°32′42″O / 43.46806, -91.54500..